# Danh sách cuộc viếng thăm Việt Nam của thủ tướng Mozambique

Quốc huy Mozambique.

Thủ tướng Mozambique thăm Việt Nam là các chuyến thăm của các Thủ tướng Mozambique đến Việt Nam vào những thời điểm, hoàn cảnh khác nhau. Tính đến tháng 8 năm 2017, đã có 2 vị thủ tướng Mozambique với 2 lần viếng thăm Việt Nam.

## Tổng quan
| STT | Thủ tướng                                     | Hình ảnh | Thời gian                           | Điểm đến | Ghi chú                                           |
| --- | --------------------------------------------- | -------- | ----------------------------------- | -------- | ------------------------------------------------- |
| 1   | Luísa Diogo (Thủ tướng thứ 3)                 |          | Tháng 6 năm 2008                    |          | Tham dự Hội nghị Thượng đỉnh Phụ nữ Toàn cầu 2008 |
| 2   | Carlos Agostinho do Rosário (Thủ tướng thứ 6) |          | 31 tháng 7 đến 03 tháng 08 năm 2017 |          |                                                   |

## Chi tiết

### Luísa Diogo
Chuyến thăm:
Luísa Diogo trở thành thủ tướng đầu tiên của Mozambique thăm Việt Nam kể từ khi hai nước thiết lập quan hệ ngoại giao năm 1976. Bà đến Việt Nam tham dự Hội nghị Thượng đỉnh phụ nữ toàn cầu 2008 tổ chức tại Hà Nội. Bà là người đứng đầu chính phủ nước ngoài duy nhất tham dự hội nghị này.
Hội đàm:
Ngày 6 tháng 6 nằm 2008, tại Trụ sở Trung ương Đảng Cộng sản Việt Nam, Tổng Bí thư Nông Đức Mạnh đã tiếp Thủ tướng Mozambique Luísa Diogo. Cùng dự buổi tiếp có các vị: Hồ Tiến Nghị, Trợ lý Tổng Bí thư; Phạm Xuân Sơn, Phó trưởng Ban Đối ngoại Trung ương Đảng; Vũ Dũng, Thứ trưởng Ngoại giao; Trần Thị Thủy, Phó Chủ tịch Phòng thương mại - Công nghiệp Việt Nam.
Sáng 6 tháng 6 năm 2008, tại Văn phòng Chính phủ, Thủ tướng Nguyễn Tấn Dũng cũng đã tiếp đón Thủ tướng Mozambique Luísa Diogo.

### Carlos Agostinho do Rosário
Nhận lời mời của Thủ tướng Chính phủ nước Cộng hòa xã hội chủ nghĩa Việt Nam Nguyễn Xuân Phúc, Thủ tướng nước Cộng hòa Mozambique Carlos Agostinho do Rosario đã thăm chính thức Việt Nam từ ngày 31 tháng 7 đến ngày 3 tháng 8 năm 2017.
Sáng 1 tháng 8 nằm 2017, lễ đón chính thức Thủ tướng Cộng hòa Mozambique và đoàn đại biểu đã được tổ chức trọng thể tại Phủ Chủ tịch do Thủ tướng Nguyễn Xuân Phúc chủ trì lễ đón. Sau đó, hai thủ tướng đã có cuộc hội đàm với nhau. Dự hội đàm, về phía Việt Nam có lãnh đạo Văn phòng Chính phủ, Đại sứ Việt Nam tại CH Mozambique, lãnh đạo các Bộ: Ngoại giao, Công an, Nông nghiệp và Phát triển nông thôn, Công Thương, Giao thông vận tải. Về phía Mozambique có Đại sứ Mozambique tại Việt Nam, lãnh đạo và đại diện các Bộ: Ngoại giao và Hợp tác; Nông nghiệp và An ninh lương thực; Đất đai, Môi trường và Phát triển nông thôn.
Trong khuôn khổ chuyến thăm, Thủ tướng Mozambique Carlos Agostinho do Rosario cũng đã chào xã giao Tổng Bí thư Nguyễn Phú Trọng; thăm làm việc tại Ủy ban quốc gia Ứng phó sự cố, thiên tai và Tìm kiếm cứu nạn của Việt Nam; thăm trụ sở Tập đoàn Viettel. Đoàn đại biểu cấp cao Chính phủ Mozambique đã làm việc với Bộ Nông nghiệp và Phát triển nông thôn.
Viếng thăm:
Nhân dịp này, Thủ tướng Mozambique đã đặt vòng hoa tại Đài tưởng niệm các Anh hùng liệt sĩ và vào Lăng viếng Chủ tịch Hồ Chí Minh.
Thành tựu:
- Bản ghi nhớ về Hợp tác bảo vệ, bảo tồn các loài động vật, thực vật hoang dã.
- Hiệp định về Dịch vụ vận tải hàng không giữa Việt Nam và Mozambique.[6]